# Islas Egeas del Norte
Las islas Egeas del Norte o  islas del Egeo Norte o islas Egeas Septentrionales son una serie de islas inconexas localizadas en el norte del mar Egeo, a veces también conocidas como Islas del mar Egeo Noreste, que pertenecen a Grecia principalmente, y las que controlan el acceso al Bosphorus, a Turquía. Las islas no forman una cadena física o grupo, pero con frecuencia se agrupan con fines de carácter administrativo y turístico, ya que en su mayoría están habitadas. Al sur se encuentran las islas del archipiélago del Dodecaneso, y, al oeste, las islas Cícladas y las islas Espóradas.
Dentro de este grupo, las islas principales a lo largo de la costa de Asia Menor son las islas griegas de Samos, Icaria, Quíos, Lesbos y Lemnos, y las islas turcas de Imbros (también conocida como Gokceada), Ténedos o Bozcaada y las islas Conejo. Las principales islas del mar de Tracia, en el extremo norte son las islas griegas de Samotracia y Tasos.

## Historia
Desde el Mesolítico, el Egeo Norte, al igual que todo el mar Egeo, dejó de ser un obstáculo y se convirtió en un puente que unió a los habitantes de la región. La navegación, el comercio, la economía, la cultura y las interacciones sociales se desarrollaron en el archipiélago y áreas circundantes sobre la base de la comunicación y contacto entre sus habitantes. Esto fue especialmente cierto después del asentamiento permanente en las islas 5000 años antes de Cristo.
Las islas Egeas del Norte se encontraban en una posición tal que la navegación y el comercio contribuyeron en gran medida al desarrollo de una importante cultura, que alcanzó su cénit alrededor del año 3000 a. C.. El crecimiento de asentamientos como Poliochnis en Lemnos, Emporiou en Quíos y Iraiou en Samos, entre otros, son evidencia de la importancia de estos centros en ese momento.
A finales del 2000 a. C. los jonios se habían ya instalado en Quíos, mientras que Samos y Lesbos estaban en manos de los aqueos. A finales del siglo XII y principios del siglo XI, un momento en que un gran número de personas se trasladaron a Grecia, los eolios llegaron a Lesbos.
Desde el siglo VIII al V a. C. las islas disfrutaron de gran prosperidad en su economía, comercio y artes. Las islas fueron conquistadas por los persas en las guerras médicas en el siglo V a. C. y después de su liberación en el año 468 a. C. hicieron una alianza con Atenas. Sin embargo, durante la guerra del Peloponeso (429-404 aC) su lealtad alternó entre Atenas y Esparta. En 338 a. C. los macedonios llegaron al poder seguidos por Ptolomeo de Egipto. Después de este período las islas sufrieron la misma suerte que el resto de Grecia, convirtiéndose en una provincia del Imperio romano. Durante la época bizantina reinó la calma en el mar Egeo Norte, a veces alterada por las incursiones de bárbaros y piratas.
Después de la conquista de Constantinopla por los francos en 1204, las islas fueron compartidas entre venecianos, genoveses y los príncipes francos. Bajo esta autoridad la navegación y el comercio volvieron a florecer. La caída de Constantinopla en 1453 y la fundación del Imperio Otomano dio lugar a un período de destrucción, saqueo y persecución por las islas. La ocupación también condujo a la disminución de la población cristiana. En el siglo XVI las islas comenzaron a disfrutar de un período de prosperidad.
Los habitantes de las islas participaron activamente en la guerra de independencia de 1821 y la aparición de líderes en la lucha como Lykourgos Logothetis, Kanaris y Papanikolis provocó represalias por parte de las autoridades turcas. Las matanzas de Quíos en 1822 y Psara en 1824 atrajeron la atención de las potencias europeas que ayudaron a la causa griega.
Sin embargo, debido a su posición cerca de la costa de Asia Menor, los turcos no dejaron su dominio sobre las islas con facilidad[cita requerida], no siendo hasta 1912 cuando las islas Egeas del Norte se incorporaron finalmente al Estado griego. Las islas de Imbros y Ténedos, aunque pobladas de griegos, se quedaron bajo soberrania turca debido a su proximidad con la entrada al estrecho de Bosphorus. 

### Islas Egeas del Norte
|       |           |          |                                 |                  |         |           |            |                                    |                                 |
| Lugar | Lugar     | Lugar    | Nombre                          | Nombre           | Área    | Población | Densidad   | Adscripción administrativa         | Adscripción administrativa      |
| Área  | Población | Densidad | Español                         | Griego           | km²     | (2001)    | (hab./km²) | Prefecturas (GRE) Provincias (TUR) | Periferias (GRE) Regiones (TUR) |
| 08    | 08        | 10       | Samotracia                      | Σαμοθράκη        | 177,96  | 2723      | 15         | Hebros                             | Macedonia Oriental y Tracia     |
| 05    | 05        | 07       | Tasos                           | Θάσος            | 380,09  | 13 765    | 38         | Kavala                             | Macedonia Oriental y Tracia     |
| 03    | 04        | 06       | Lemnos (o Limnos)               | Λήμνος           | 477,58  | 18 104    | 38         | Lesbos                             | Periferia de Egeo Septentrional |
| 11    | 13        | ?        | Agios Efstratios (San Eustrato) | Άγιος Ευστράτιος | 43,32   | 371       | 9          | Lesbos                             | Periferia de Egeo Septentrional |
| 01    | 01        | 05       | Lesbos                          | Λέσβος           | 1632,81 | 90 643    | 56         | Lesbos                             | Periferia de Egeo Septentrional |
| 02    | 02        | 03       | Quíos                           | Χίος             | 842,28  | 51 936    | 62         | Quíos                              | Periferia de Egeo Septentrional |
| 15    | ?         | 13       | Antípsara                       | Αντίψαρα         | 4,5     | -         | -          | Quíos                              | Periferia de Egeo Septentrional |
| 10    | 12        | 12       | Psará                           | Ψαρά             | 44,51   | 422       | 9          | Quíos                              | Periferia de Egeo Septentrional |
| 13    | 11        | 04       | Oinousses                       | Οινούσσες        | 17,42   | 1050      | 60         | Quíos                              | Periferia de Egeo Septentrional |
| 04    | 03        | 01       | Samos                           | Σάμος            | 477, 39 | 33 814    | 71         | Samos                              | Periferia de Egeo Septentrional |
| 07    | 07        | 08       | Isla de Icaria                  | Ικαρία           | 255,30  | 8312      | 33         | Samos                              | Periferia de Egeo Septentrional |
| 09    | 10        | 09       | Fourni Korseon                  | Φούρνοι Κορσεών  | 45,24   | 1469      | 32         | Samos                              | Periferia de Egeo Septentrional |
| 14    | 14        | ?        | Thymaina                        | Θύμαινα          | 10      | 140       | 14         | Samos                              | Periferia de Egeo Septentrional |
| 06    | 06        | 11       | Imbros                          | -                | 286,84  | 8894      | 31         | Çanakkale                          | Mármara                         |
| 12    | 09        | 02       | Bozcaada                        | -                | 36      | 2247      | 65         | Çanakkale                          | Mármara                         |